# Збройні сили Чаду
Збройні сили Чаду (фр. Armée nationale tchadienne, ANT) — сукупність військ Республіки Чад, призначена для захисту свободи, незалежності і територіальної цілісності держави. Складаються з сухопутних військ, повітряних сил та національної жандармерії.

## Загальні відомості
Збройні сили Чаду комплектуються добровольцями, які досягли 18 років.

## Склад збройних сил

### Повітряні сили
За даними журналу FlightGlobal, станом на 2020 рік, на озброєнні повітряних сил Чаду були 6 бойових, 2 розвідувальних, 7 транспортних, 4 навчально-тренувальних літаків і 17 багатоцільових і бойових вертольотів.
| Тип                   | Виробництво | Призначення                  | Кількість | Примітки |        |
| Літаки                | Літаки      | Літаки                       | Літаки    | Літаки   | Літаки |
| --------------------- | ----------- | ---------------------------- | --------- | -------- | ------ |
| Су-25                 | СРСР        | штурмовик                    | 6         |          |        |
| Cessna 208            | США         | розвідувальний літак         | 2         |          |        |
| Ан-12                 | СРСР        | транспортний літак           | 1         |          |        |
| Ан-26                 | СРСР        | транспортний літак           | 3         |          |        |
| C-27J                 | Італія      | транспортний літак           | 2         |          |        |
| C-130H                | США         | транспортний літак           | 1         |          |        |
| PC-7                  | Швейцарія   | навчально-тренувальний літак | 2         |          |        |
| PC-9                  | Швейцарія   | навчально-тренувальний літак | 1         |          |        |
| SF.260                | Італія      | навчально-тренувальний літак | 1         |          |        |
| Вертольоти            |             |                              |           |          |        |
| AS.550                | Франція     | багатоцільовий вертоліт      | 6         |          |        |
| Ми-8 / Ми-17 / Ми-171 | СРСР        | багатоцільовий вертоліт      | 7         |          |        |
| Ми-24                 | СРСР        | транспортно-бойовий вертоліт | 3         |          |        |
| SA.316A               | Франція     | багатоцільовий вертоліт      | 1         |          |        |

Розпізнавальний знак
Знак на кіль